# 日下寛治
日下寛治（くさか かんじ、1917年（大正6年）3月26日 - 2006年（平成18年）2月28日）は、日本の彫刻家。1933年（昭和8年）の日展初入選を皮切りに日彫賞など数多くの賞を受賞。日本美術家連盟会員、日本彫刻倶楽部会員、日本彫刻会会員として文展4回、日展22回の入選を重ね、日展無鑑査彫刻家として多くの作品を残した。

## 経歴
- 1917年（大正6年）3月26日 - 兵庫県養父郡糸井村（現・朝来市和田山町林垣）に父・峰蔵、母・志奈の長男として生まれる。
- 1922年（大正11年） - 寺内小学校に入学、5年の頃から彫刻に興味を持つようになる。
- 1923年（大正12年）9月23日 - 母・志奈が65歳にて死去。
- 1931年（昭和6年） - 島根県在住の彫刻家内藤伸（日本木彫会を主宰）の門を叩く。
- 1933年（昭和8年） - 上京し、講義録で名を知った三国慶一（日本木彫会会員）の指導を仰ぎ内弟子となる。初入選するまで文展（文部省美術展覧会）に続けて出品をする。
- 1936年（昭和11年） - 三国邸を出て豊島区千早町1丁目翠松園に仮寓する。
- 1937年（昭和12年） - 日本彫刻倶楽部会員となる。
- 1938年（昭和13年）10月 - 第2回文展（文部省美術展覧会）に「みのる秋」を出品、初入選となる。初入選が地元新聞に大きく取り上げられる。
- 1940年（昭和15年）
  - 4月2日 - 父・峰蔵75歳にて死去。
  - 10月 - 増田市太郎の長女・忠枝と結婚する。
- 1941年（昭和16年）
  - 9月 - 長男・哲生まれる。
  - 10月 - 第4回文展に「夕映」を出品する。
- 1942年（昭和17年）10月 - 第5回文展に「五月の朝」を出品する[1]。豊岡市正福寺に「大石理玖夫人」を制作する。
- 1943年（昭和18年）10月 - 第6回新文展に「清新」を出品する。この作品は麹町にて後に戦火で焼失する。
- 1944年（昭和19年）9月 - 戦争に召集、姫路39連隊に配属されフィリピン・ミンダナオ島各地を転戦、翌年11月復員する。
- 1947年（昭和22年）
  - - 日本彫刻会会員となる。
  - 2月 - 次男・治生まれる。アトリエ新築する。
  - 10月 - 第3回日展に「秋晴」を出品する。
- 1948年（昭和23年）
  - - 日彫展に「裸婦」を出品する。
  - 10月 - 第4回日展に「野良のひととき」を出品する。
- 1949年（昭和24年）
  - - 日彫展に「裸婦」を出品する。
  - 10月 - 第5回日展に「ざくろ」を出品する。
- 1950年（昭和25年）
  - 7月 - 郷土後援会が発足する。
  - 10月 - 第6回日展に「少女」を出品する。
  - 12月 - 豊岡市主催「日下寛治彫刻展」が開かれ自選70点を出品する。佐藤（朝山）玄々京都妙心寺内アトリエにて三越「天女像」制作に参加する。
- 1951年（昭和26年）10月 - 第7回日展（文部省主催日本美術展覧会）に「庭」を出品する。
- 1952年（昭和27年）
  - 6月 - 日本木彫会展に出品する。
  - 10月 - 第8回日展に「坐女」を出品する。
- 1953年（昭和28年）
  - 4月 - 日本木彫会展（高島屋）に「男」を出品する。
  - 10月 - 第9回日展に「二人の女性」を出品する。赤穂義士没後250周年の追慕大祭を記念して著名彫刻家により四十七士の木像を制作、この内神崎与五郎を献彫する。
  - 11月 - 高岡美術館にて開催の日本木彫会展に出品する。
- 1954年（昭和29年）
  - - この年より昭和31年春まで日本橋三越創立50周年記念事業「天女像」制作に参加する。
  - 4月 - 日本木彫会展（髙島屋）に出品する。
  - 11月 - 第2回彫塑展に「裸婦」を出品する。
- 1955年（昭和30年）
  - 3月 - 東京杉並区上高井戸に転居、アトリエを移築する。
  - 4月 - 日本木彫会展（高島屋）に出品する。
  - 10月 - 第11回日展に「腰掛けた女性像」を出品する。
- 1956年（昭和31年）
  - 6月 - 創立二十五周年記念日本木彫会展に出品する。
  - 10月 - 第12回日展に「裸婦」を出品する。
- 1957年（昭和32年）10月 - 第13回日展に「裸婦」を出品する。
- 1958年（昭和33年）
  - 6月 - 第18回日本木彫会展（高島屋）に出品する。
  - 11月 - 第1回新日展に「裸婦」を出品する。
- 1959年（昭和34年）
  - 4月 - 第19回日本木彫会展に出品す。
  - 6月 - 第7回日彫展にて日彫賞受賞する。
- 1960年（昭和35年）
  - 6月 - 第8回日彫展にて奨励賞受賞する。
  - 11月 - 第3回新日展に「裸婦」を出品する。
- 1961年（昭和36年）
  - 4月 - 日本木彫会に「座婦」「裸婦」「想」「裸女」を出品する。この回を最後に日本木彫会は解散、日展作家13名によりグループ展向彫会を結成。
  - 6月 - 第9回日彫展に「裸婦」を出品、日彫賞受賞する。
  - 11月 - 第4回新日展に「静思」を出品する。
- 1962年（昭和37年）
  - 4月 - 第1回向彫会展を高島屋にて開催、「家族」他を出品する。この会の幹事を務める。以後松坂屋、中央公論画廊等でも開催し8回まで続く。
  - 6月 - 第10回日彫展に「「裸婦」を出品する。
  - 11月 - 第5回新日展に「女」を出品する。
- 1963年（昭和38年）
  - 4月 - 第2回向彫会彫刻展に「トルソー」を出品する。第11回日彫展審査員となる。
  - 8月 - 秋田県能代市に「小野喬像」を制作する。
  - 11月 - 第6回新日展に「若い女」を出品する。
- 1964年（昭和39年）
  - 6月 - 第12回日彫展に「母子」「裸婦」を出品、日彫展審査員となる。向彫会展に「家族」を出品する。
  - 11月 - 第7回新日展に「裸婦」を出品する。
- 1965年（昭和40年）
  - 6月 - 向彫会展に「牛」「馬」を出品する。豊岡市塩津公園に治水砂防の権威「赤木正雄博士像」制作する。
  - 11月 - 第8回新日展に「裸婦」を出品、無鑑査となる。
- 1966年（昭和41年）
  - 6月 - 向彫会展に「鯉」を出品する。
  - 11月 - 第9回新日展に「想」を出品する。兵庫県立但馬文教府にて「日下寛治作品展」開催、59点が出品される。
- 1967年（昭和42年）11月 - 第10回新日展に「歩く女」を出品する。
- 1968年（昭和43年）11月 - 第11回新日展に「静立」を出品する。
- 1969年（昭和44年）
  - - 向彫会解散する。
  - 11月 - 改組第1回日本美術展に「婦女像」を出品する。
- 1972年（昭和47年） - 平和の塔制作。
- 1976年（昭和51年） - 和田山町文化功労者として顕彰される。
- 1991年（平成3年） - 兵庫県朝来市和田山町寺谷橋畔にモニュメント「友愛」像を制作する。7月6日除幕式[2]。
- 1993年（平成5年） - この年より阿弥陀仏を数多く制作する。
- 1995年（平成7年）
  - - この年より小仏像を数多く制作する。
  - 8月 - 日彫会を退会する。杉並区展等に出品する。
- 2005年（平成17年）3月 - 和田山町名誉町民並びに朝来市名誉市民となる。
- 2006年（平成18年）2月28日 - 肺炎にて死去する。